# Штефані Гайднер
Штефані Гайднер (нім. Stefanie Haidner; нар. 18 листопада 1977) — колишня австрійська тенісистка.
Найвищу одиночну позицію світового рейтингу — 232 місце досягла 23 лютого 2004, парну — 165 місце — 19 липня 2004 року.
Здобула 18 парних титулів туру ITF.
Завершила кар'єру 2015 року.

## Фінали ITF

### Одиночний розряд (0–5)
| Легенда          |
| ---------------- |
| Турніри $100,000 |
| Турніри $75,000  |
| Турніри $50,000  |
| Турніри $25,000  |
| Турніри $10,000  |

| Фінали за покриттям |
| ------------------- |
| Тверде (0–0)        |
| Ґрунт (0–5)         |
| Трава (0–0)         |
| Килим (0–0)         |

| Результат | Ранг | Дата              | Турнір                 | Покриття | Суперниця          | Рахунок  |
| --------- | ---- | ----------------- | ---------------------- | -------- | ------------------ | -------- |
| Поразка   | 1.   | 14 вересня 1998   | Реджо-Калабрія, Італія | Ґрунт    | Андрея Ехрітт-Ванк | 5–7, 3–6 |
| Поразка   | 2.   | 23 серпня 1999    | Кунео, Італія          | Ґрунт    | Роберта Вінчі      | 1–6, 2–6 |
| Поразка   | 3.   | 20 вересня 1999   | Лечче, Італія          | Ґрунт    | Роберта Вінчі      | 3–6, 1–6 |
| Поразка   | 4.   | 22 червня 2003    | Ленцергайде, Швейцарія | Ґрунт    | Мелінда Цінк       | 3–6, 3–6 |
| Поразка   | 5.   | 28 листопада 2005 | Гіза, Єгипет           | Ґрунт    | Галина Фокіна      | 2–6, 4–6 |

### Парний розряд (18–25)
| Легенда          |
| ---------------- |
| Турніри $100,000 |
| Турніри $75,000  |
| Турніри $50,000  |
| Турніри $25,000  |
| Турніри $10,000  |

| Фінали за покриттям |
| ------------------- |
| Тверде (1–1)        |
| Ґрунт (17–24)       |
| Трава (0–0)         |
| Килим (0–0)         |

| Результат | Ранг | Дата              | Турнір                     | Покриття   | Партнерка                | Суперниці                                 | Рахунок                 |
| --------- | ---- | ----------------- | -------------------------- | ---------- | ------------------------ | ----------------------------------------- | ----------------------- |
| Поразка   | 1.   | 27 липня 1998     | Рабат, Марокко             | Ґрунт      | Nina Schwarz             | Susanne Filipp Bettina Resch              | 6–4, 5–7, 2–6           |
| Поразка   | 2.   | 17 серпня 1998    | Марибор, Словенія          | Ґрунт      | Юлія Адльбрехт           | Linda Faltynkova Petra Plackova           | 2–6, 1–6                |
| Перемога  | 1.   | 27 вересня 1998   | Лечче, Італія              | Ґрунт      | Катя Альтілія            | Джулія Казоні Стефанія К'єппа             | 6–0, 6–2                |
| Поразка   | 3.   | 2 травня 1999     | Мальє, Італія              | Ґрунт      | Хорхеліна Торті          | Сільвія Дісдері Анна Флоріс               | 0–6, 6–2, 2–6           |
| Перемога  | 2.   | 21 червня 1999    | Алкмар, Нідерланди         | Ґрунт      | Деббі Гак                | Йоланда Менс Анаук Стерн                  | 6–4, 1–6, 6–3           |
| Поразка   | 4.   | 5 липня 1999      | Амерсфорт, Нідерланди      | Ґрунт      | Адрієнн Хегюдюш          | Наташа Ґалауза Деббі Гак                  | 6–7(2–7), 4–6           |
| Поразка   | 5.   | 27 вересня 1999   | Ф'юмічіно, Італія          | Ґрунт      | Каталін Мішкольці        | Ольга Виметалкова Габріела Хмелінова      | 3–6, 3–6                |
| Перемога  | 3.   | 31 січня 2000     | Майорка, Іспанія           | Ґрунт      | Деббі Гак                | Орелі Веді Марія Вольфбрандт              | 6–4, 3–6, 6–4           |
| Перемога  | 4.   | 11 вересня 2000   | Біоград-на-Мору, Хорватія  | Ґрунт      | Б'янка Кампер            | Мервана Югич-Салкич Ліляна Манушевич      | 6–3, 5–7, 7–5           |
| Поразка   | 6.   | 13 серпня 2001    | Аоста, Італія              | Ґрунт      | Лусіана Масанте          | Кільдін Шевальє Наташа Рандріантефі       | 6–1, 2–6, 2–6           |
| Поразка   | 7.   | 27 вересня 2001   | Сполето, Італія            | Ґрунт      | Лусіана Масанте          | Сільвія Дісдері Анна Флоріс               | 4–6, 5–7                |
| Перемога  | 5.   | 11 лютого 2002    | Бергамо, Італія            | Ґрунт      | Сільвія Дісдері          | Зузана Гейдова Рената Кучерова            | 7–5, 6–3                |
| Поразка   | 8.   | 3 червня 2002     | Докси (Чеська Липа), Чехія | Ґрунт      | Рената Кучерова          | Ева Ербова Ленка Новотна                  | 6–7(5–7), 0–6           |
| Перемога  | 6.   | 1 липня 2002      | Мон-де-Марсан, Франція     | Ґрунт      | Наташа Рандріантефі      | Северін Бельтрам Амандін Дюлон            | 6–4, 6–2                |
| Поразка   | 9.   | 26 серпня 2002    | Сполето, Італія            | Ґрунт      | Сільвія Дісдері          | Аліче Канепа Емілі Стеллато               | 2–6, 2–6                |
| Поразка   | 10.  | 9 лютого 2003     | Бергамо, Італія            | Тверде (i) | Б'янка Кампер            | Дарія Юрак Ана Врлич                      | 4–6, 4–6                |
| Перемога  | 7.   | 10 березня 2003   | Макарська, Хорватія        | Ґрунт      | Даніела Клеменшиц        | Габріела Нікулеску Моніка Нікулеску       | 3–6, 7–6(9–7), 6–4      |
| Перемога  | 8.   | 31 березня 2003   | Неаполь, Італія            | Ґрунт      | Ванесса Менга            | Оана Елена Голімбйоскі Естер Мольнар      | 7–6(8–6), 6–3           |
| Перемога  | 9.   | 7 квітня 2003     | Торре-дель-Греко, Італія   | Ґрунт      | Джулія Меруцці           | Еліза Бальзамо Debora Carmassi            | 6–4, 6–3                |
| Поразка   | 11.  | 10 серпня 2003    | Кунео, Італія              | Ґрунт      | Любомира Бачева          | Мервана Югич-Салкич Дарія Юрак            | 1–6, 2–6                |
| Поразка   | 12.  | 26 квітня 2004    | Таранто, Італія            | Ґрунт      | Патріція Вартуш          | Даніела Клеменшиц Сандра Клеменшиц        | 2–6, 1–6                |
| Перемога  | 10.  | 13 березня 2005   | Неаполь, Італія            | Ґрунт      | Альберта Бріанті         | Анна Флоріс Джулія Меруцці                | 6–4, 6–3                |
| Поразка   | 13.  | 21 березня 2005   | Рим, Італія                | Ґрунт      | Івана Абрамович          | Валентіна Сульпіціо Сандра Заглавова      | 5–7, 7–5, 1–6           |
| Перемога  | 11.  | 18 квітня 2005    | Барі, Італія               | Ґрунт      | Мервана Югич-Салкич      | Стефанія К'єппа Роміна Опранді            | 6–3, 7–6(7–3)           |
| Поразка   | 14.  | 28 червня 2005    | Фано, Італія               | Ґрунт      | Валентіна Сульпіціо      | Габріела Хмелінова Міхаела Паштікова      | 2–6, 0–6                |
| Перемога  | 12.  | 15 серпня 2005    | Гельсінкі, Фінляндія       | Тверде     | Марія Гезненге           | Емма Лайне Ессі Лайне                     | 7–5, 2–6, 6–4           |
| Поразка   | 15.  | 12 вересня 2005   | Торре-дель-Греко, Італія   | Ґрунт      | Валентіна Сульпіціо      | Марайке Біґльмаєр Jana Jurićová           | 2–6, 6–4, 3–6           |
| Перемога  | 13.  | 15 листопада 2005 | Майорка, Іспанія           | Ґрунт      | Гіанна Доз               | Cristina Bala Abella Berta Morata-Flaquer | 6–4, 6–0                |
| Поразка   | 16.  | 22 листопада 2005 | Гіза, Єгипет               | Ґрунт      | Емілія Дезідеріо         | Галина Фокіна Раїса Гуревич               | 4–6, 3–6                |
| Поразка   | 17.  | 13 березня 2006   | Рим, Італія                | Ґрунт      | Гіанна Доз               | Дарія Юрак Кармен Клашка                  | 2–6, 2–6                |
| Поразка   | 18.  | 18 квітня 2006    | Барі, Італія               | Ґрунт      | Дарія Юрак               | Роміна Опранді Кароліна Шнайдер           | 5–7, 2–6                |
| Поразка   | 19.  | 3 липня 2006      | Неаполь, Італія            | Ґрунт      | Емілія Дезідеріо         | Валентіна Сульпіціо Вердіана Верарді      | 1–6, 3–6                |
| Перемога  | 14.  | 8 серпня 2006     | Єзі, Італія                | Ґрунт      | Анаїс Лорендон           | Кільдін Шевальє Elena Vianello            | 6–0, 6–3                |
| Перемога  | 15.  | 29 жовтня 2006    | Дубровник, Хорватія        | Ґрунт      | Теодора Мирчич           | Aleksandra Lukič Патриція Волльмаєр       | 6–4, 6–3                |
| Поразка   | 20.  | 26 листопада 2006 | Каїр, Єгипет               | Ґрунт      | Биляна Павлова-Димитрова | Александра Дулгеру Марселла Кук           | 6–7(4–7), 6–3, 6–7(5–7) |
| Поразка   | 21.  | 26 березня 2007   | Фоджа, Італія              | Ґрунт      | Ліза Сабіно              | Стефанія К'єппа Джулія Гатто-Монтіконе    | 1–6, 3–6                |
| Поразка   | 22.  | 21 серпня 2007    | Вальштедт, Німеччина       | Ґрунт      | Наталія Колат            | Неда Козич Антонія Матіч                  | 1–6, 6–2, 3–6           |
| Перемога  | 16.  | 27 серпня 2007    | Перчах, Австрія            | Ґрунт      | Ева-Марія Гох            | Тая Могорчич Наташа Зорич                 | 6–2, 6–2                |
| Поразка   | 23.  | 23 вересня 2007   | Братислава, Словаччина     | Ґрунт      | Ніколь Роттманн          | Моніка Коханова Клаудія Маленовська       | 5–7, 6–7(4–7)           |
| Поразка   | 24.  | 1 жовтня 2007     | Кастель-Гандольфо, Італія  | Ґрунт      | Амра Садікович           | Стефанія К'єппа Джулія Гатто-Монтіконе    | 2–3 ret.                |
| Поразка   | 25.  | 8 жовтня 2007     | Реджо-Калабрія, Італія     | Ґрунт      | Сандра Мартинович        | Марта Марреро Марія Хосе Мартінес Санчес  | 1–6, 2–6                |
| Перемога  | 17.  | 19 листопада 2007 | Барселона, Іспанія         | Ґрунт      | Биляна Павлова-Димитрова | Ірина Кузьміна Шейла Сольсона-Каркасона   | 6–3, 6–7(8–10), [10–3]  |
| Перемога  | 18.  | 21 квітня 2008    | Неаполь, Італія            | Ґрунт      | Sara Savarise            | Валерія Казілло Ekaterina Strogonova      | 6–3, 6–2                |